# Hexie
 (janvier 2020).
La mise en forme du texte ne suit pas les recommandations de Wikipédia : il faut le « wikifier ».
Les points d'amélioration suivants sont les cas les plus fréquents. Le détail des points à revoir est peut-être précisé sur la page de discussion.
- Les titres sont pré-formatés par le logiciel. Ils ne sont ni en capitales, ni en gras.
- Le texte ne doit pas être écrit en capitales (les noms de famille non plus), ni en gras, ni en italique, ni en « petit »…
- Le gras n'est utilisé que pour surligner le titre de l'article dans l'introduction, une seule fois.
- L'italique est rarement utilisé : mots en langue étrangère, titres d'œuvres, noms de bateaux, etc.
- Les citations ne sont pas en italique mais en corps de texte normal. Elles sont entourées par des guillemets français : « et ».
- Les listes à puces sont à éviter, des paragraphes rédigés étant largement préférés. Les tableaux sont à réserver à la présentation de données structurées (résultats, etc.).
- Les appels de note de bas de page (petits chiffres en exposant, introduits par l'outil «  Source ») sont à placer entre la fin de phrase et le point final[comme ça].
- Les liens internes (vers d'autres articles de Wikipédia) sont à choisir avec parcimonie. Créez des liens vers des articles approfondissant le sujet. Les termes génériques sans rapport avec le sujet sont à éviter, ainsi que les répétitions de liens vers un même terme.
- Les liens externes sont à placer uniquement dans une section « Liens externes », à la fin de l'article. Ces liens sont à choisir avec parcimonie suivant les règles définies. Si un lien sert de source à l'article, son insertion dans le texte est à faire par les notes de bas de page.
- La présentation des références doit suivre les conventions bibliographiques. Il est recommandé d'utiliser les modèles {{Ouvrage}}, {{Chapitre}}, {{Article}}, {{Lien web}} et/ou {{Bibliographie}}. Le mode d'édition visuel peut mettre en forme automatiquement les références.
- Insérer une infobox (cadre d'informations à droite) n'est pas obligatoire pour parachever la mise en page.

Pour une aide détaillée, merci de consulter Aide:Wikification.
Si vous pensez que ces points ont été résolus, vous pouvez retirer ce bandeau et améliorer la mise en forme d'un autre article.
Hexie (chinois : 和谐号 ; litt. "Harmonie"), également connu sous le nom de CRH Hexie Hao, est une série de trains à grande vitesse exploités par China Railway sous la marque China Railway High-speed (CRH).
Toutes les séries de trains Hexie sont basées sur une technologie développée à l'étranger et ensuite fabriquées localement en Chine grâce à des licences de transfert de technologie, dans le but d'acquérir le savoir-faire et la capacité de produire des trains à grande vitesse.
Bien que des variantes plus récentes de Hexie telles que le CRH380A aient été conçues par des sociétés chinoises, elles sont toujours classées comme CRH en raison de l'intégration de technologies étrangères.

## Histoire
En 2007, le ministère chinois des Chemins de fer a élaboré un plan pour le futur réseau à grande vitesse chinois. Bombardier Transport, Kawasaki Heavy Industries, Alstom et plus tard Siemens se sont joints au projet de fabrication de trains à grande vitesse qui deviendra plus tard les séries de trains Hexie. Créant des coentreprises avec les sociétés chinoises CNR et CSR (désormais CRRC), ces quatre sociétés étrangères ont signé des accords avec la Chine pour fabriquer des trains à grande vitesse pour la Chine et fournir une assistance aux entreprises chinoises pour la fabrication locale à l'avenir.
Alors que la plupart des trains de la série Hexie sont conçus pour China Railway, une variante du CRH380A a été modifiée pour être exploitée par MTR Corporation de Hong Kong, qui exploitera ces trains sous la marque Vibrant Express spécifiquement pour la liaison ferroviaire express Guangzhou – Shenzhen – Hong Kong Express.

## Variantes
La marque Harmony propose différentes rames électriques à plusieurs unités, dont les conceptions sont importées d'autres pays et désignées CRH-1 à CRH-5 et CRH380A (L), CRH380B (L) et CRH380C (L). Les rames CRH sont destinées à assurer des déplacements rapides et pratiques entre les villes. Certaines rames sont fabriquées localement par transfert de technologie, une exigence clé pour la Chine. Les structures de signalisation, de suivi et de support, le logiciel de contrôle et la conception de la station sont également développés au niveau national avec des éléments étrangers, de sorte que le système dans son ensemble est principalement chinois. La Chine détient actuellement de nombreux nouveaux brevets liés aux composants internes de ces trains, repensés en Chine pour permettre aux trains de rouler à des vitesses plus élevées que les modèles étrangers autorisés. Cependant, ces brevets ne sont valables qu'en Chine et n'ont donc aucun pouvoir international.
Les rames sont les suivantes :
- CRH1 produit par la coentreprise de Bombardier Transport Sifang Power (Qingdao) Transportation (BST), CRH1A et CRH1B, surnommés «Metro» ou «Bread», dérivé de Regina de Bombardier; CRH1E, surnommé "Lézard", est le modèle ZEFIRO 250 de Bombardier
  - CRH1A : les ensembles se composent de 8 voitures; vitesse de fonctionnement maximale de 250 km/h
  - CRH1B : une version modifiée de 16 voitures; vitesse de fonctionnement maximale de 250 km/h
  - CRH1E : une version couchette haute vitesse pour 16 voitures; vitesse de fonctionnement maximale de 250 km/h
- CRH2 : dérivé de E2 Series 1000 Shinkansen
  - CRH2A : En 2006, la Chine a dévoilé CRH2, une version modifiée de la série japonaise Shinkansen E2-1000. Une commande de 60 ensembles de 8 voitures a été passée en 2004, les premiers étant construits au Japon, le reste étant produit par Sifang Locomotive and Rolling Stock en Chine[1].
  - CRH2B : une version modifiée de 16 voitures de CRH2; vitesse de fonctionnement maximale de 250 km/h
  - CRH2C (Stage one) : une version modifiée du CRH2 avec une vitesse de fonctionnement maximale jusqu'à 300 km/h à la suite du remplacement de deux wagons semi-remorques intermédiaires par des wagons à moteur
  - CRH2C (étape deux) : une version modifiée de CRH2C (étape un) a une vitesse de fonctionnement maximale jusqu'à 350 km/h en utilisant des moteurs plus puissants
  - CRH2E : une version modifiée de CRH2 à 16 voitures avec voitures-lits
- CRH3 : surnom "Rabbit", dérivé de Siemens ICE3 (classe 403) ; Ensembles de 8 voitures; vitesse de fonctionnement maximale de 350 km/h
- CRH5A : dérivé d'Alstom Pendolino ETR600 ; Ensembles de 8 voitures; vitesse de fonctionnement maximale de 250 km/h[2]
- CRH6 : conçu par CSR Puzhen et CSR Sifang, sera fabriqué par CSR Jiangmen. Il est conçu pour avoir deux versions: une avec une vitesse de fonctionnement maximale de 220 km/h; l'autre avec une vitesse de fonctionnement maximale de 160 km/h. Ils seront utilisés sur 200 km/h ou 250 km/h Lignes interurbaines à grande vitesse ; entrée en service prévue pour 2011 [pas clair]
- CRH380A ; Vitesse de fonctionnement maximale de 380 km/h. Développé par CSR et fabriqué par Sifang Locomotive and Rolling Stock ; entré en service en 2010
  - CRH380A : version 8 voitures
  - CRH380AL : version 16 voitures
- CRH380B : version améliorée de CRH3 ; vitesse de fonctionnement maximale de 380 km/h, fabriqué par Tangshan Railway Vehicle et Changchun Railway Vehicles ; entré en service en 2011
  - CRH380B : version 8 voitures
  - CRH380BL : version 16 voitures
- CRH380CL : conçu et fabriqué par Changchun Railway Vehicles. Vitesse de fonctionnement maximale de 380 km/h ; entrée en service prévue en 2012
- CRH380D : également nommé Zefiro 380 ; vitesse de fonctionnement maximale de 380 km/h, fabriqué par Bombardier Sifang (Qingdao) Transportation Ltd .; entrée en service prévue en 2012
  - CRH380D : version 8 voitures
  - CRH380DL : version 16 voitures (annulé à la place des ensembles CRH1A et Zefiro 250NG supplémentaires)

CRH1 A, B, E, CRH2 A, B, E et CRH5 A sont conçus pour une vitesse de fonctionnement maximale de 200 km/h et peut atteindre jusqu'à 250 km/h. Les conceptions CRH3C et CRH2C ont une vitesse de 300 km/h, et peuvent atteindre jusqu'à 350 km/h, avec une vitesse d'essai supérieure à 380 km/h. Cependant, en termes pratiques, des problèmes tels que les coûts de maintenance, le confort et la sécurité font que la vitesse maximale est supérieure à 380 km/h peu pratique et restent des facteurs limitants.
| Type            | Quantité                                                                       | Dimensions | Longueur totale                    | Vitesse maximale                                                                                             | Nombre de sièges | Formation | Mise en service   |
| --------------- | ------------------------------------------------------------------------------ | --- | ---------------------------------- | --- | --- | --------- | ----------------- |
| CRH1            |                                                                                | |                                    | | |           |                   |
| CRH1A–200       | 40 (1001–1040)                                                                 | Longueur des voitures de queue : 26 950 mm Longueur des voitures intermédiaires : 26 600 mm Largeur : 3 328 mm Hauteur : 4 040 mm | Calculé : 213,5 m Réel : 213,5 m   | Test : 278 km/h Conception : 255 km/h Fonctionnement continu : 200 km/h Fonctionnement actuel : 210 km/h     | 1001–1021: 144 première classe et 524 seconde classe (24 places restaurant) 1022–1040: 128 première classe et 483 seconde classe (24 places restaurant) | 5M3T      | 1er février 2007  |

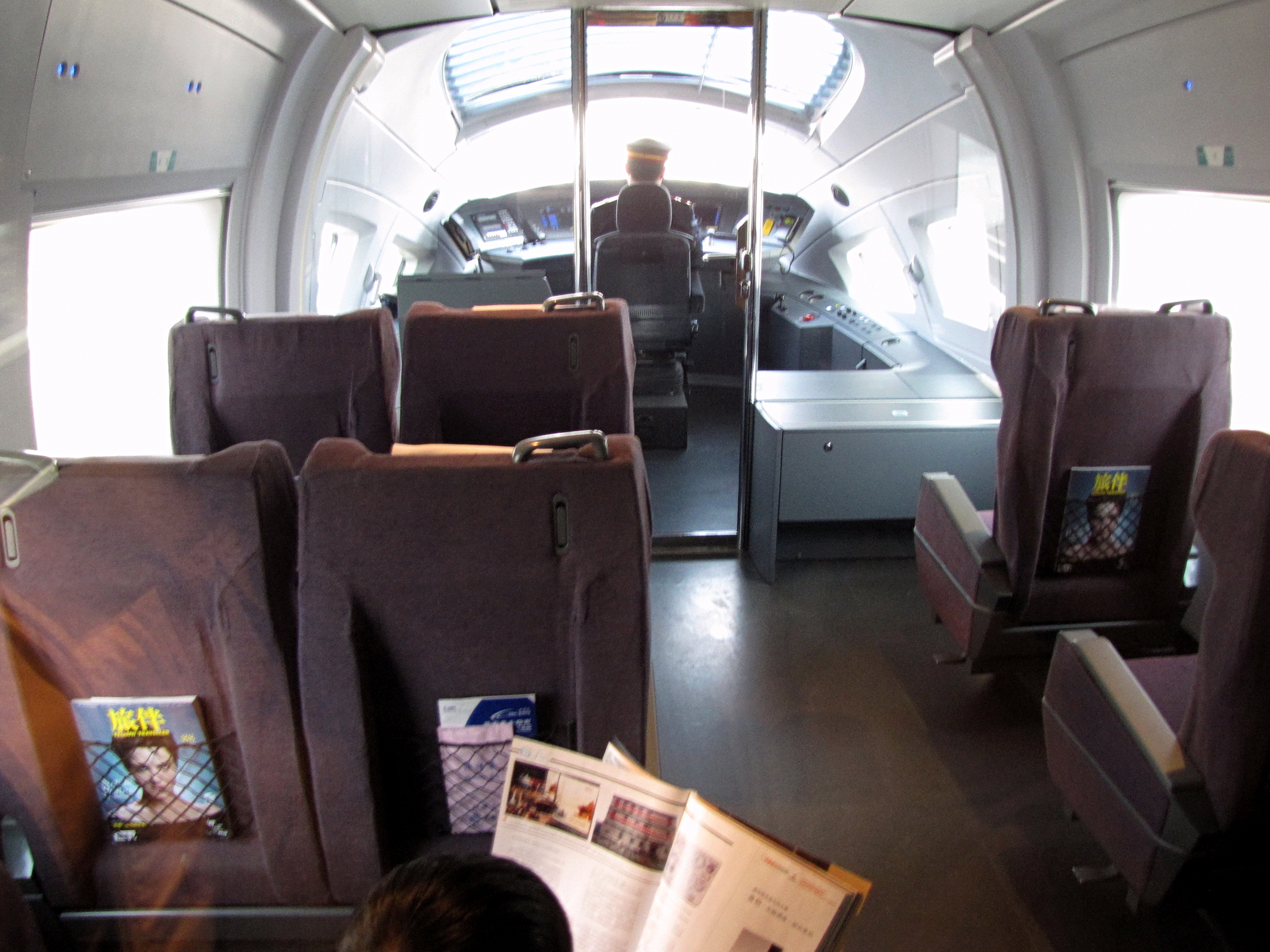
Classe affaires sur le CRH3 avec la cabine du pilote

| CRH1A–250       | 88 (1081–1168)                                                                 | Longueur des voitures de queue : 26 950 mm Longueur des voitures intermédiaires : 26 600 mm Largeur : 3 328 mm Hauteur : 4 040 mm | Calculé : 213,5 m Réel : 213,5 m   | Test : 278 km/h Conception : 285 km/h Fonctionnement continu : 250 km/h Fonctionnement actuel : 250 km/h     | 1081–1120: 128 première classe et 518 seconde classe (14 places restaurant) 1121–1166: 128 première classe et 507 seconde classe (14 places restaurant) 1167, 1168: 144 première classe et 524 seconde classe (30 places restaurant)                                           | 5M3T      | Septembre 2010    |
| CRH1B           | 19 (1041–1045, 1047–1060)                                                      | Longueur des voitures de queue : 26 950 mm Longueur des voitures intermédiaires : 26 600 mm Largeur : 3 328 mm Hauteur : 4 040 mm | Calculé : 426,3 m Réel : 426,3 m   | Test : 292 km/h Conception : 275 km/h Fonctionnement continu : 250 km/h Fonctionnement actuel : 250 km/h     | 208 première classe et 1091 seconde classe (56 places restaurant) | 10M6T     | 1er mai 2009      |
| CRH1B (1E head) | 5 (1076–1080)                                                                  | Longueur des voitures de queue : 28 280 mm Longueur des voitures intermédiaires : 26 600 mm Largeur : 3 328 mm Hauteur : 4 040 mm | Calculé : 428,96 m Réel : 428,9 m  | Test : 292 km/h Conception : 275 km/h Fonctionnement continu : 250 km/h Fonctionnement actuel : 250 km/h     | 208 première classe et 1091 seconde classe (58 places restaurant) | 10M6T     | 1er mai 2009      |
| CRH1E           | 15 (1061–1075)                                                                 | Longueur des voitures de queue : 28 280 mm Longueur des voitures intermédiaires : 26 600 mm Largeur : 3 328 mm Hauteur : 4 040 mm | Calculé : 428,96 m Réel : 428,9 m  | Test : N/A Conception : 275 km/h Fonctionnement continu : 250 km/h Fonctionnement actuel : 250 km/h          | 1061–1072: 122 secondes classes, 16 couchettes de luxe et 480 couchettes souples (58 places restaurant) 1073–1075: 122 seconde classe et 520 couchettes souples (58 places restaurant)                                                                                         | 10M6T     | 4 novembre 2009   |
| CRH1A–A         | 87 (1169–1228, 1234–1260)                                                      | Longueur des voitures de queue : 26 995 mm Longueur des voitures intermédiaires : 25 325 mm Largeur : 3 358 mm Hauteur : 4 160 mm | Calculé : 205,94 m Réel : 207,9 m  | Test : N/A Conception : 275 km/h Fonctionnement continu : 250 km/h Fonctionnement actuel : 250 km/h          | 48 première classe et 565 seconde classe | 5M3T      | 1er février 2016  |
| CRH1E–250       | 5 (1229–1233)                                                                  | Longueur des voitures de queue : 26 995 mm Longueur des voitures intermédiaires : 25 325 mm Largeur : 3 358 mm Hauteur : 4 160 mm | Calculé : 408,54 m Réel : 413,1 m  | Test : N/A Conception : 275 km/h Fonctionnement continu : 250 km/h Fonctionnement actuel : 250 km/h          | 110 seconde classe et 532 couchettes souples | 10M6T     | 29 janvier 2016   |
| CRH380D         | 85 (1501–1585)                                                                 | Longueur des voitures de queue : 27 850 mm Longueur des voitures intermédiaires : 26 600 mm Largeur : 3 368 mm Hauteur : 4 160 mm | Calculé : 215,3 m Réel : 215,3 m   | Test : 420 km/h Conception : 422 km/h Fonctionnement continu : 380 km/h Fonctionnement actuel : 310 km/h     | 1501–1510: 12 premier, 32 première classe et 512 seconde classe (14 places restaurant) 1511–1585: 10 affaires, 28 première classe et 518 seconde classe | 4M4T      | 19 avril 2014     |
| CRH2            |                                                                                | |                                    | | |           |                   |
| CRH2G           | 29 (0001, 2417–2426, 4072–4081 et 4106–4113)                                   | Longueur des voitures de queue : 25 700 mm Longueur des voitures intermédiaires : 25 000 mm Largeur : 3 330 mm Hauteur : 3 860 mm | Calculé : 201,4 m Réel : 201,4 m   | Test : N/A Conception : 275 km/h Fonctionnement continu : 250 km/h Fonctionnement actuel : 250 km/h          | 48 première classe et 565 seconde classe | 4M4T      | 8 janvier 2016    |
| CRH2A (EC)      | 369 (2212–2416, 2427–2460, 2473–2499, 2828, 4001–4071, 4082–4095 et 4114–4131) | Longueur des voitures de queue : 25 700 mm Longueur des voitures intermédiaires : 25 000 mm Largeur : 3 380 mm Hauteur : 3 700 mm | Calculé : 201,4 m Réel : 201,4 m   | Test : N/A Conception : 300 km/h Fonctionnement continu : 250 km/h Fonctionnement actuel : 250 km/h          | 48 première classe et 565 seconde classe | 4M4T      | 6 novembre 2013   |
| CRH2A (Old)     | 120 (2001–2009, 2011–2060 et 2151–2211)                                        | Longueur des voitures de queue : 25 700 mm Longueur des voitures intermédiaires : 25 000 mm Largeur : 3 380 mm Hauteur : 3 700 mm | Calculé : 201,4 m Réel : 201,4 m   | Test : 282 km/h Conception : 300 km/h Fonctionnement continu : 250 km/h Fonctionnement actuel : 250 km/h     | 51 première classe et 559 seconde classe (16 places restaurant) | 4M4T      | 28 janvier 2007   |
| CRH2C Stage 1   | 28 (2062–2067 et 2069–2090)                                                    | Longueur des voitures de queue : 25 700 mm Longueur des voitures intermédiaires : 25 000 mm Largeur : 3 380 mm Hauteur : 3 700 mm | Calculé : 201,4 m Réel : 201,4 m   | Test : 394,2 km/h Conception : 370 km/h Fonctionnement continu : 320 km/h Fonctionnement actuel : 300 km/h   | 51 première classe et 559 seconde classe (16 places restaurant) | 6M2T      | 1er août 2008     |
| CRH2C Stage 2   | 29 (2091–2110 et 2141–2149)                                                    | Longueur des voitures de queue : 25 700 mm Longueur des voitures intermédiaires : 25 000 mm Largeur : 3 380 mm Hauteur : 3 700 mm | Calculé : 201,4 m Réel : 201,4 m   | Test : N/A Conception : 394 km/h Fonctionnement continu : 350 km/h Fonctionnement actuel : 310 km/h          | 51 première classe et 559 seconde classe (16 places restaurant) | 6M2T      | Février 2010      |
| CRH2B           | 27 (2111–2120, 2466–2472 et 4096–4105)                                         | Longueur des voitures de queue : 25 700 mm Longueur des voitures intermédiaires : 25 000 mm Largeur : 3 380 mm Hauteur : 3 700 mm | Calculé : 401,4 m Réel : 401,4 m   | Test : 275 km/h Conception : 300 km/h Fonctionnement continu : 250 km/h Fonctionnement actuel : 250 km/h     | 155 première classe et 1075 seconde classe (32 places restaurant) | 8M8T      | 1er août 2008     |
| CRH2E           | 19 (2121–2138 et 2140)                                                         | Longueur des voitures de queue : 25 700 mm Longueur des voitures intermédiaires : 25 000 mm Largeur : 3 380 mm Hauteur : 3 700 mm | Calculé : 401,4 m Réel : 401,4 m   | Test : N/A Conception : 275 km/h Fonctionnement continu : 250 km/h Fonctionnement actuel : 250 km/h          | 110 seconde classe et 520 couchettes souples (32 places restaurant) | 8M8T      | 1er décembre 2008 |
| CRH2E–NG        | 2 (2461, 2462)                                                                 | Longueur des voitures de queue : 25 700 mm Longueur des voitures intermédiaires : 25 000 mm Largeur : 3 330 mm Hauteur : 3 750 mm | Calculé : 401,4 m Réel : 401,4 m   | Test : N/A Conception : 275 km/h Fonctionnement continu : 250 km/h Fonctionnement actuel : 250 km/h          | 110 seconde classe et 532 couchettes souples | 8M8T      | 14 décembre 2015  |
| CRH2E–NG        | 3 (2463, 2464, 2465)                                                           | Longueur des voitures de queue : 26 825 mm Longueur des voitures intermédiaires : 25 650 mm Largeur : 3 330 mm Hauteur : 4 050 mm | Calculé : 412,75 m Réel : 412,8 m  | Test : N/A Conception : 280 km/h Fonctionnement continu : 250 km/h Fonctionnement actuel : 250 km/h          | 880 couchettes souples | 8M8T      | 1er juillet 2017  |
| CRH380A         | 39 (2501–2537, 2539, 2540)                                                     | Longueur des voitures de queue : 26 500 mm Longueur des voitures intermédiaires : 25 000 mm Largeur : 3 380 mm Hauteur : 3 700 mm | Calculé : 203 m Réel : 203 m       | Test : 416,6 km/h Conception : 416,6 km/h Fonctionnement continu : 380 km/h Fonctionnement actuel : 310 km/h | 18 premier, 89 première classe et 373 seconde classe (14 places restaurant) | 6M2T      | 30 septembre 2010 |
| CRH380A (New)   | 279 (2641–2807, 2809–2817, 2819–2827, 2829–2912, 2921–2925, 2931–2935)         | Longueur des voitures de queue : 26 500 mm Longueur des voitures intermédiaires : 25 000 mm Largeur : 3 380 mm Hauteur : 3 700 mm | Calculé : 203 m Réel : 203 m       | Test : N/A Conception : 420 km/h Fonctionnement continu : 380 km/h Fonctionnement actuel : 310 km/h          | 10 affaires, 28 première classe et 518 seconde classe | 6M2T      | 16 janvier 2014   |
| CRH380AL        | 113 (2541–2640, 2913–2920, 2926–2930)                                          | Longueur des voitures de queue : 26 500 mm Longueur des voitures intermédiaires : 25 000 mm Largeur : 3 380 mm Hauteur : 3 700 mm | Calculé : 403 m Réel : 403 m       | Test : 486,1 km/h Conception : 420 km/h Fonctionnement continu : 380 km/h Fonctionnement actuel : 310 km/h   | 2541–2570: 28 affaires, 162 première classe et 838 seconde classe (38 places restaurant) Others: 20 affaires, 118 première classe et 923 seconde classe (38 places restaurant)                                                                                                 | 14M2T     | 30 juin 2011      |
| CRH3            |                                                                                | |                                    | | |           |                   |
| CRH3A           | 59 (3081–3111, 5230–5257)                                                      | Longueur des voitures de queue : 27 050 mm Longueur des voitures intermédiaires : 25 000 mm Largeur : 3 300 mm Hauteur : 3 900 mm | Calculé : 204,1 m Réel : 209,75 m  | Test : N/A Conception : 420 km/h Fonctionnement continu : 380 km/h Fonctionnement actuel : 310 km/h          | 48 première classe et 565 seconde classe | 4M4T      | 4 octobre 2017    |
| CRH3C           | 80 (3001–3080)                                                                 | Longueur des voitures de queue : 25 860 mm Longueur des voitures intermédiaires : 24 825 mm Largeur : 3 265 mm Hauteur : 3 890 mm | Calculé : 200,67 m Réel : 200,67 m | Test : 394,3 km/h Conception : 404 km/h Fonctionnement continu : 350 km/h Fonctionnement actuel : 310 km/h   | 16 principal, 40 première classe et 490 seconde classe | 4M4T      | 1er août 2008     |
| CRH380BG        | 157 (5546–5600, 5626–5636, 5684–5729, 5762–5786, 5803–5822)                    | Longueur des voitures de queue : 25 860 mm Longueur des voitures intermédiaires : 24 825 mm Largeur : 3 257 mm Hauteur : 3 890 mm | Calculé : 200,67 m Réel : 200,67 m | Test : N/A Conception : 420 km/h Fonctionnement continu : 380 km/h Fonctionnement actuel : 310 km/h          | 5546–5600, 5626–5636 : 16 principal, 44 première classe et 491 seconde classe Others: 10 affaires, 28 première classe et 518 seconde classe | 4M4T      | 9 octobre 2012    |
| CRH380BL        | 149 (3501–3570, 3732–3737, 3775–3788, 5501–5545)                               | Longueur des voitures de queue : 25 860 mm Longueur des voitures intermédiaires : 24 825 mm Largeur : 3 257 mm Hauteur : 3 890 mm | Calculé : 399,27 m Réel : 399,27 m | Test : 487,3 km/h Conception : 487 km/h Fonctionnement continu : 380 km/h Fonctionnement actuel : 310 km/h   | 3501–3542, 5501–5540 : 28 affaires, 186 première classe et 791 seconde classe (38 places restaurant) Autres : 26 affaires, 118 première classe et 871 seconde classe (38 places restaurant)                                                                                    | 8M8T      | 13 janvier 2011   |
| CRH380B         | 353 (3571–3731, 3738–3776, 5637–5683, 5730–5761, 5787–5802, 5829, 5832–5888)   | Longueur des voitures de queue : 26 475 mm Longueur des voitures intermédiaires : 25 000 mm Largeur : 3 257 mm Hauteur : 3 890 mm | Calculé : 202,95 m Réel : 202,95 m | Test : N/A Conception : 446 km/h Fonctionnement continu : 380 km/h Fonctionnement actuel : 310 km/h          | 10 affaires, 28 première classe et 518 seconde classe | 4M4T      | 16 janvier 2014   |
| CRH380CL        | 25 (5601–5625)                                                                 | Longueur des voitures de queue : 26 525 mm Longueur des voitures intermédiaires : 24 825 mm Largeur : 3 257 mm Hauteur : 3 890 mm | Calculé : 400,6 m Réel : 400,27 m  | Test : N/A Conception : 420 km/h Fonctionnement continu : 380 km/h Fonctionnement actuel : 310 km/h          | 5601: 28 affaires, 130 première classe et 871 seconde classe (38 places restaurant) Autres : 26 affaires, 118 première classe et 871 seconde classe (38 places restaurant) | 8M8T      | 3 avril 2013      |
| CRH5            |                                                                                | |                                    | | |           |                   |
| CRH5A           | 140 (5001–5140)                                                                | Longueur des voitures de queue : 27 600 mm Longueur des voitures intermédiaires : 25 000 mm Largeur : 3 200 mm Hauteur : 4 270 mm | Calculé : 205,2 m Réel : 211,5 m   | Test : N/A Conception : 275 km/h Fonctionnement continu : 250 km/h Fonctionnement actuel : 250 km/h          | 5001–5013, 5044 et 5045: 60 première classe et 562 seconde classe Others: 112 première classe et 474 seconde classe | 5M3T      | 18 avril 2007     |
| CRH5G (Old)     | 84 (5141–5200, 5206–5229)                                                      | Longueur des voitures de queue : 27 600 mm Longueur des voitures intermédiaires : 25 000 mm Largeur : 3 200 mm Hauteur : 4 270 mm | Calculé : 205,2 m Réel : 211,5 m   | Test : N/A Conception : 275 km/h 300 km/h Fonctionnement continu : 250 km/h Fonctionnement actuel : 250 km/h | 48 première classe et 565 seconde classe | 5M3T      | 26 décembre 2014  |
| CRH5G (New)     | 84 (5141–5200, 5206–5229)                                                      | Longueur des voitures de queue : 26 850 mm Longueur des voitures intermédiaires : 26 000 mm Largeur : 3 300 mm Hauteur : 4 100 mm | Calculé : 209,7 m Réel : 211,5 m   | Test : N/A Conception : 275 km/h 300 km/h Fonctionnement continu : 250 km/h Fonctionnement actuel : 250 km/h | 48 première classe et 565 seconde classe | 5M3T      | 26 décembre 2014  |
| CRH5E           | 5 (5201–5205)                                                                  | Longueur des voitures de queue : 26 850 mm Longueur des voitures intermédiaires : 26 000 mm Largeur : 3 300 mm Hauteur : 4 100 mm | Calculé : 417,7 m Réel : 418,7 m   | Test : N/A Conception : 275 km/h Fonctionnement continu : 250 km/h Fonctionnement actuel : 250 km/h          | 5201, 5202 : 110 seconde classe et 532 couchettes souples 5203–5205 : 880 couchettes souples | 10M6T     | Under testing     |
| CRH6            |                                                                                | |                                    | | |           |                   |
| CRH6A           | 51 (0401–0408, 0414–0417, 0420–0429, 0601–0623, 4502, 4512)                    | Longueur des voitures de queue : 25 700 mm Longueur des voitures intermédiaires : 25 000 mm Largeur : 3 300 mm Hauteur : 3 860 mm | Calculé : 201,4 m Réel : 201,4 m   | Test : 220 km/h Conception : 250 km/h Fonctionnement continu : 200 km/h Fonctionnement actuel : 200 km/h     | 0401–0408, 0601–0610: 557 seconde classe et 900 standard 0414–0417, 0611–0622: 554 seconde classe et 900 standard 0420–0421, 0436–0439, 0623: 477 seconde classe et 1000 standard0422–0429: 472 seconde classe et 1000 standard4502, 4512: 544 seconde classe et 1000 standard | 4M4T      | 12 février 2014   |
| CRH6A–A         | 1 (0002)                                                                       | Longueur des voitures de queue : 25 700 mm Longueur des voitures intermédiaires : 25 000 mm Largeur : 3 300 mm Hauteur : 3 860 mm | Calculé : 101,4 m Réel : 101,4 m   | Test : 220 km/h Conception : 250 km/h Fonctionnement continu : 200 km/h Fonctionnement actuel : 200 km/h     | 270 secondes classes et 458 | 2M2T      | Under tesing      |
| CRH6F           | 16 (0409–0413, 0418, 0419, 0430–0435, 4503, 4504, 4511)                        | Longueur des voitures de queue : 25 700 mm Longueur des voitures intermédiaires : 25 000 mm Largeur : 3 300 mm Hauteur : 3 860 mm | Calculé : 201,4 m Réel : 201,4 m   | Test : 176 km/h Conception : 200 km/h Fonctionnement continu : 160 km/h Fonctionnement actuel : 160 km/h     | 0409–0413, 0430–0435: 432 seconde classe et 1000 standard 0418–0419: 510 seconde classe et 1000 standard 4503, 4504, 4511: 432 seconde classe et 1120 standard | 4M4T      | 11 juillet 2015   |
| CRH6F–A         | 5 (0003, 0440–0443)                                                            | Longueur des voitures de queue : 25 700 mm Longueur des voitures intermédiaires : 25 000 mm Largeur : 3 300 mm Hauteur : 3 860 mm | Calculé : 101,4 m Réel : 101,4 m   | Test : 176 km/h Conception : 200 km/h Fonctionnement continu : 160 km/h Fonctionnement actuel : 160 km/h     | 270 seconde classe et 550 standard | 2M2T      | 26 mars 2018      |

### Calendrier des commandes des rames chinoises CRH
| Date                           | Fabricant              | Niveau de vitesse | Type            | Quantité | Coût                   |
| ------------------------------ | ---------------------- | ----------------- | --------------- | -------- | ---------------------- |
| 2004-10-10                     | Alstom                 | 250 km/h          | CRH5A           | 3        | 620 millions d'EUR     |
| 2004-10-10                     | CNR Changchun          | 250 km/h          | CRH5A           | 57       | 620 millions d'EUR     |
| 2004-10-12                     | BST (Bombardier & CSR) | 250 km/h          | CRH1A           | 20       | US$350 million         |
| 2004-10-20                     | Kawasaki               | 250 km/h          | CRH2A           | 3        | 9 300 millions de RMB  |
| 2004-10-20                     | CSR Sifang             | 250 km/h          | CRH2A           | 57       | 9 300 millions de RMB  |
| 2005-05-30                     | BST                    | 250 km/h          | CRH1A           | 20       | US$350 million         |
| 2005-06                        | CSR Sifang             | 300 km/h          | CRH2C Stage one | 30       | 8 200 millions de RMB  |
| 2005-06                        | CSR Sifang             | 350 km/h          | CRH2C Stage two | 30       | 8 200 millions de RMB  |
| 2005-11-20                     | Siemens                | 350 km/h          | CRH3C           | 3        | 13 000 millions de RMB |
| 2005-11-20                     | CNR Tangshan           | 350 km/h          | CRH3C           | 57       | 13 000 millions de RMB |
| 2007-10-31                     | BST                    | 250 km/h          | CRH1B           | 20       | 1 000 millions d'EUR   |
| 2007-10-31                     | BST                    | 250 km/h          | CRH1E           | 20       | 1 000 millions d'EUR   |
| 2007-11                        | CSR Sifang             | 250 km/h          | CRH2B           | 10       | 1 200 millions de RMB  |
| 2007-11                        | CSR Sifang             | 250 km/h          | CRH2E           | 6        | 900 millions de RMB    |
| 2008-12-06                     | CSR Sifang             | 250 km/h          | CRH2E           | 14       | 2 100 millions de RMB  |
| 2009-09-23                     | CNR Changchun          | 250 km/h          | CRH5A           | 30       | 4 800 millions de RMB  |
| 2009-03-16                     | CNR Tangshan           | 380 km/h          | CRH380BL        | 70       | 39 200 millions de RMB |
| 2009-03-16                     | CNR Changchun          | 380 km/h          | CRH380BL        | 30       | 39 200 millions de RMB |
| 2009-09-28                     | CSR Sifang             | 380 km/h          | CRH380A         | 40       | 45 000 millions de RMB |
| 2009-09-28                     | CSR Sifang             | 380 km/h          | CRH380AL        | 100      | 45 000 millions de RMB |
| 2009-09-28 Modified 2012-09-05 | BST                    | 380 km/h          | CRH380D         | 70       | 27 400 millions de RMB |
| 2009-09-28 Modified 2012-09-05 | BST                    | 250 km/h          | CRH1A           | 46       | 27 400 millions de RMB |
| 2009-09-28 Modified 2012-09-05 | BST                    | 250 km/h          | Zefiro 250NG    | 60       | 27 400 millions de RMB |
| 2009-09-28                     | CNR Changchun          | 380 km/h          | CRH380B         | 40       | 23 520 millions de RMB |
| 2009-09-28                     | CNR Changchun          | 380 km/h          | CRH380BL        | 15       | 23 520 millions de RMB |
| 2009-09-28                     | CNR Changchun          | 380 km/h          | CRH380CL        | 25       | 23 520 millions de RMB |
| 2009-09-28                     | CNR Tangshan           | 350 km/h          | CRH3C           | 20       | 3 920 millions de RMB  |
| 2009-12-30                     | CSR Puzhen             | 220 km/h          | CRH6            | 24       | 2 346 millions de RMB  |
| 2010-07-16                     | BST                    | 250 km/h          | CRH1A           | 40       | 5 200 millions de RMB  |
| 2010-09-14                     | CSR Sifang             | 250 km/h          | CRH2A           | 40       | 3 400 millions de RMB  |
| 2010-10-13                     | CNR Changchun          | 250 km/h          | CRH5A           | 20       | 2 700 millions de RMB  |
| 2011-04-26                     | CNR Changchun          | 250 km/h          | CRH5A           | 30       | 3 870 millions de RMB  |
| Total                          |                        |                   |                 | 1050     |                        |

### Calendrier de livraison des rames chinoises CRH
Basé sur des données publiées par Sinolink Securities, ; quelques petites modifications ont été apportées selon les dernières nouvelles.
| Type      | 2006 | 2007 | 2008 | 2009 | 2010 | 2011 | Futur (plan) | Total |
| --------- | ---- | ---- | ---- | ---- | ---- | ---- | ------------ | ----- |
| CRH1A     | 8    | 18   | 12   | 2    | 20   | 20   | 106          | 80    |
| CRH2A     | 19   | 41   |      |      | 15   | 25   |              | 100   |
| CRH5A     |      | 27   | 29   | 4    | 30   | 20   | 30           | 140   |
| CRH1B     |      |      | 4    | 9    | sept |      |              | 20    |
| CRH1E     |      |      |      | 3    | 8    | 9    |              | 20    |
| CRH2B     |      |      | dix  |      |      |      |              | dix   |
| CRH2E     |      |      | 6    | 14   |      |      |              | 20    |
| CRH2C     |      |      | dix  | 20   | 30   |      |              | 60    |
| CRH3C     |      |      | sept | 36   | 37   |      |              | 80    |
| CRH380A   |      |      |      |      | 40   |      |              | 40    |
| CRH380AL  |      |      |      |      | 6    | 94   |              | 100   |
| CRH380B   |      |      |      |      |      | 20   | 20 1         | 40    |
| CRH380BL  |      |      |      |      | 11   | 49   | 55 1         | 115   |
| CRH380CL  |      |      |      |      |      |      | 25 1         | 25    |
| CRH380D   |      |      |      |      |      |      | 70 2         | 70    |
| CRH380DL  |      |      |      |      |      |      | 0 2          | 0     |
| CRH6      |      |      |      |      |      |      | 24           | 24    |
| Total     | 27   | 86   | 78   | 88   | 204  | 237  | 330          | 1050  |
| Cumulatif | 27   | 113  | 191  | 279  | 483  | 744  | 1050         | 1050  |

- Toutes les unités CRH380B et CRH380C doivent être livrées avant 2012.
- Toutes les unités CRH380D doivent être livrées avant 2014.

## Galerie

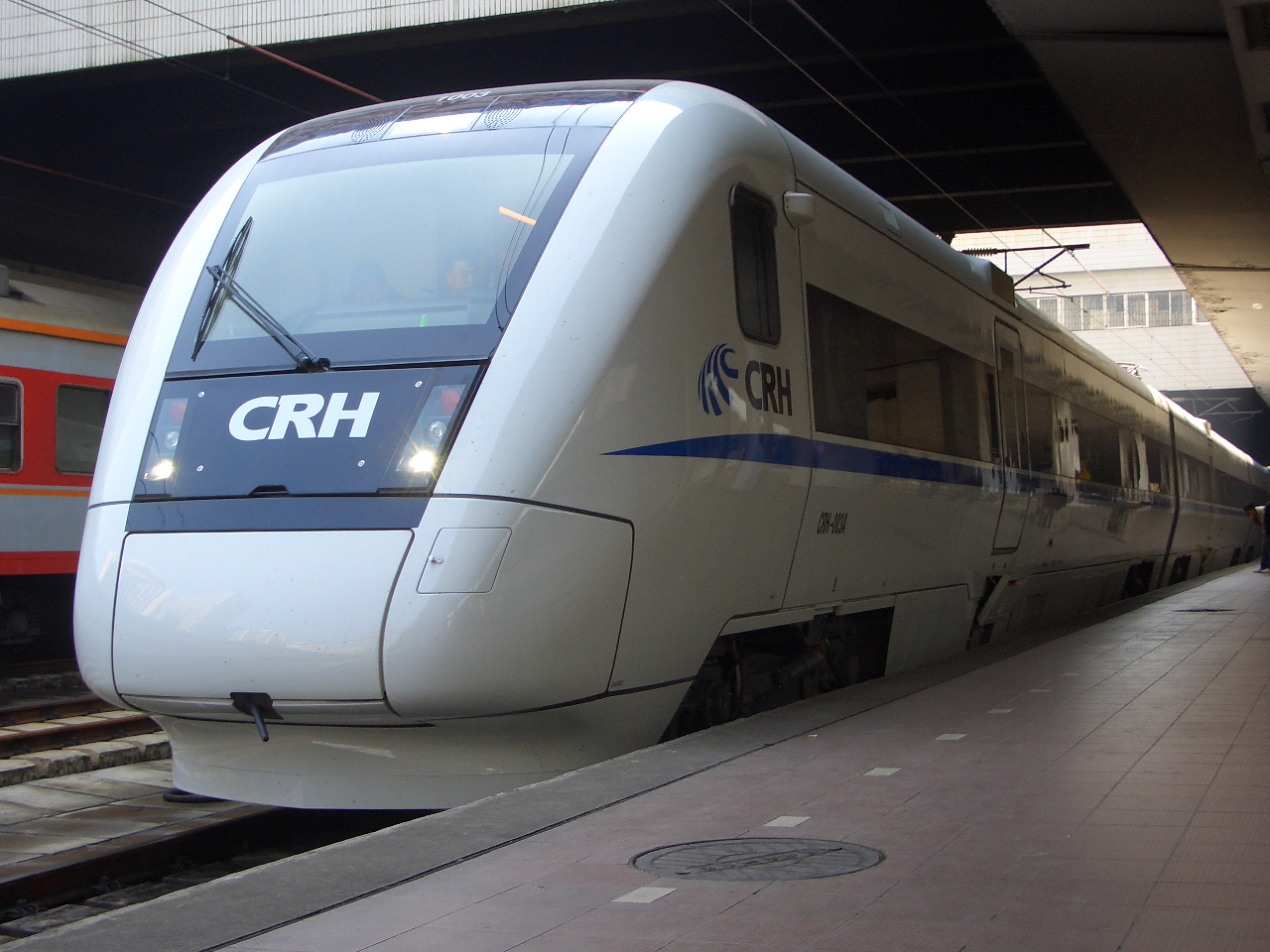
CRH1
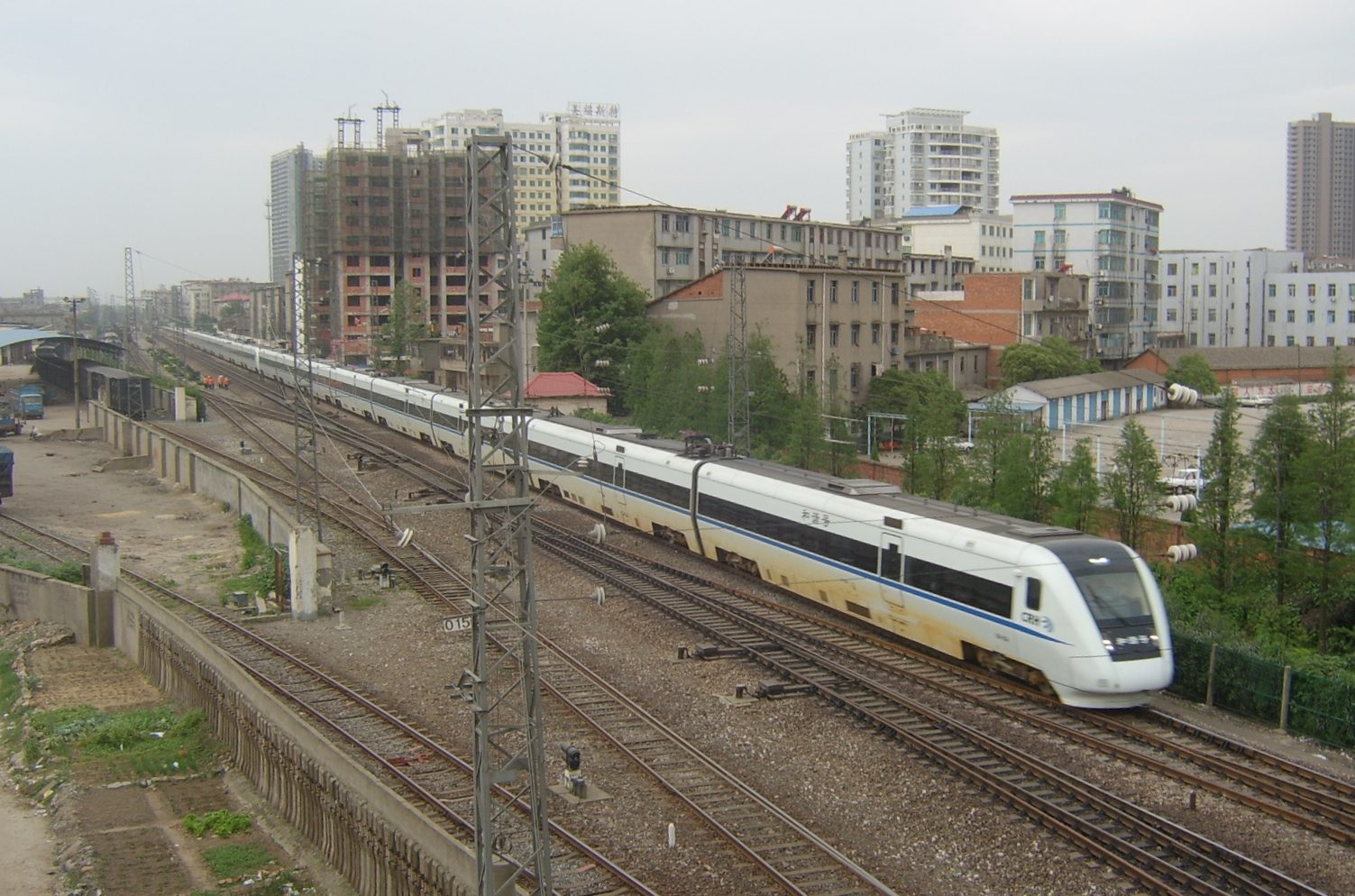
Deux ensembles de trains électriques couplés CRH1A à 8 voitures à Nanchang
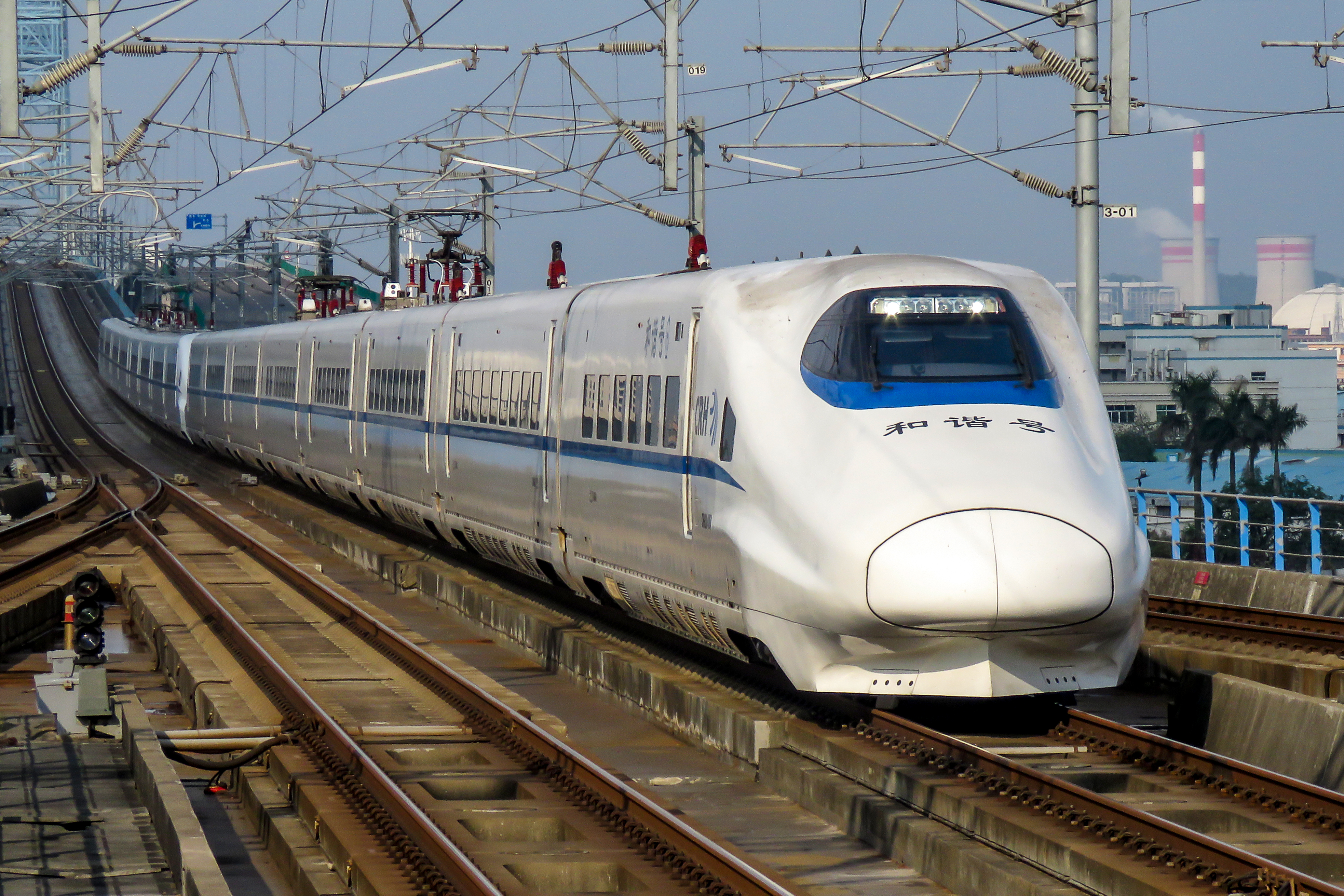
CRH2
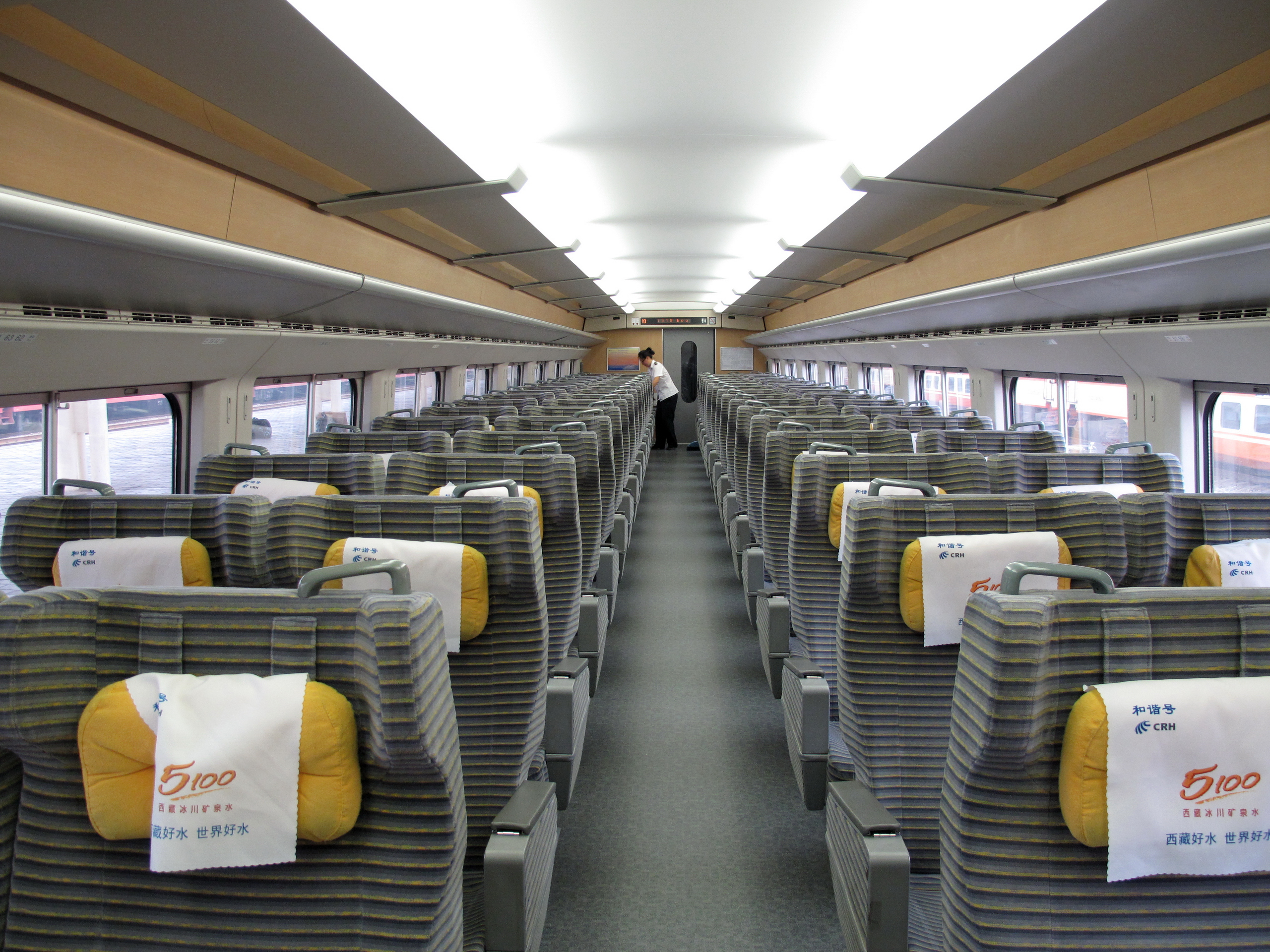
Entraîneur de première classe CRH2
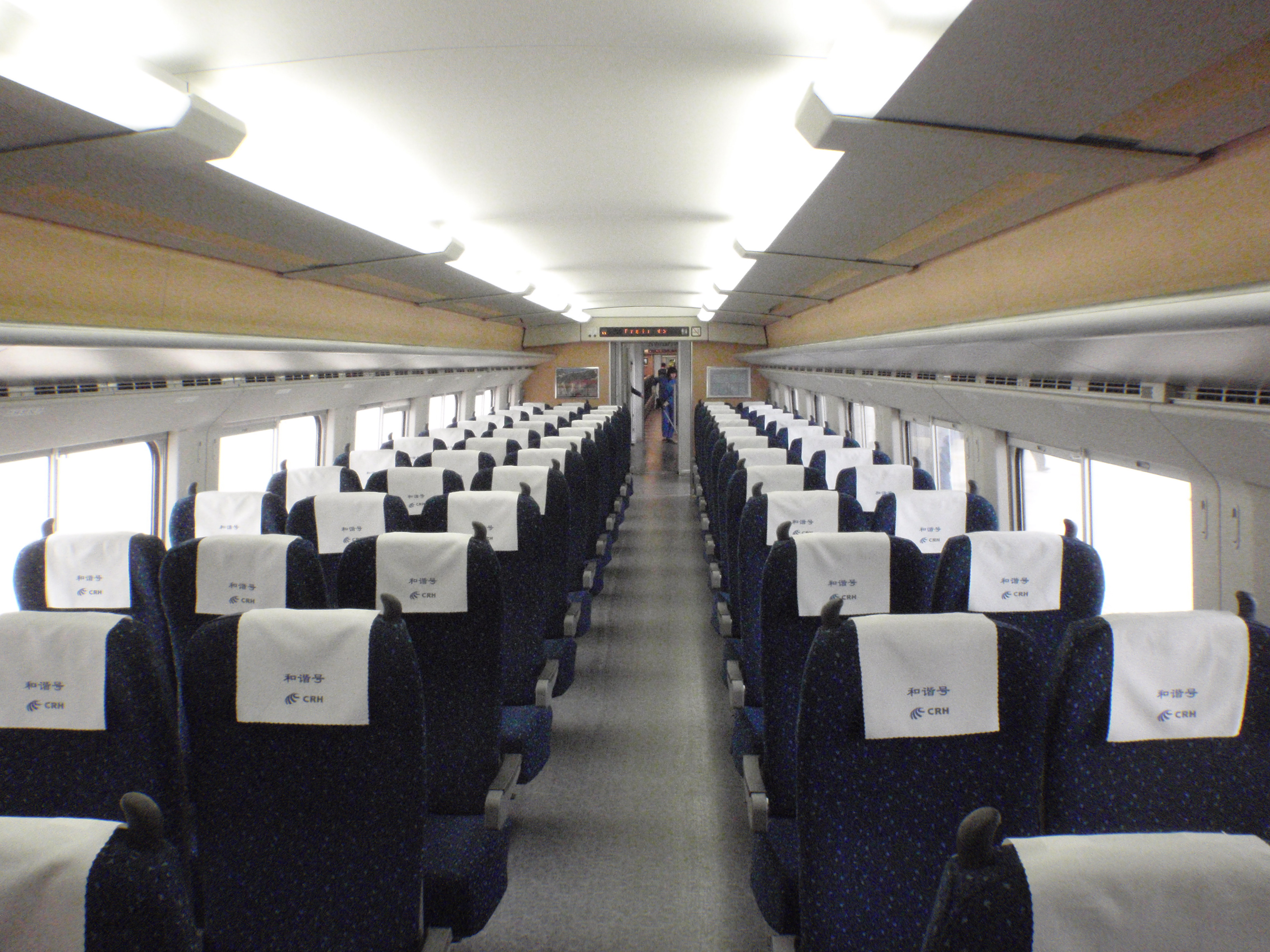
Entraîneur de deuxième classe CRH2
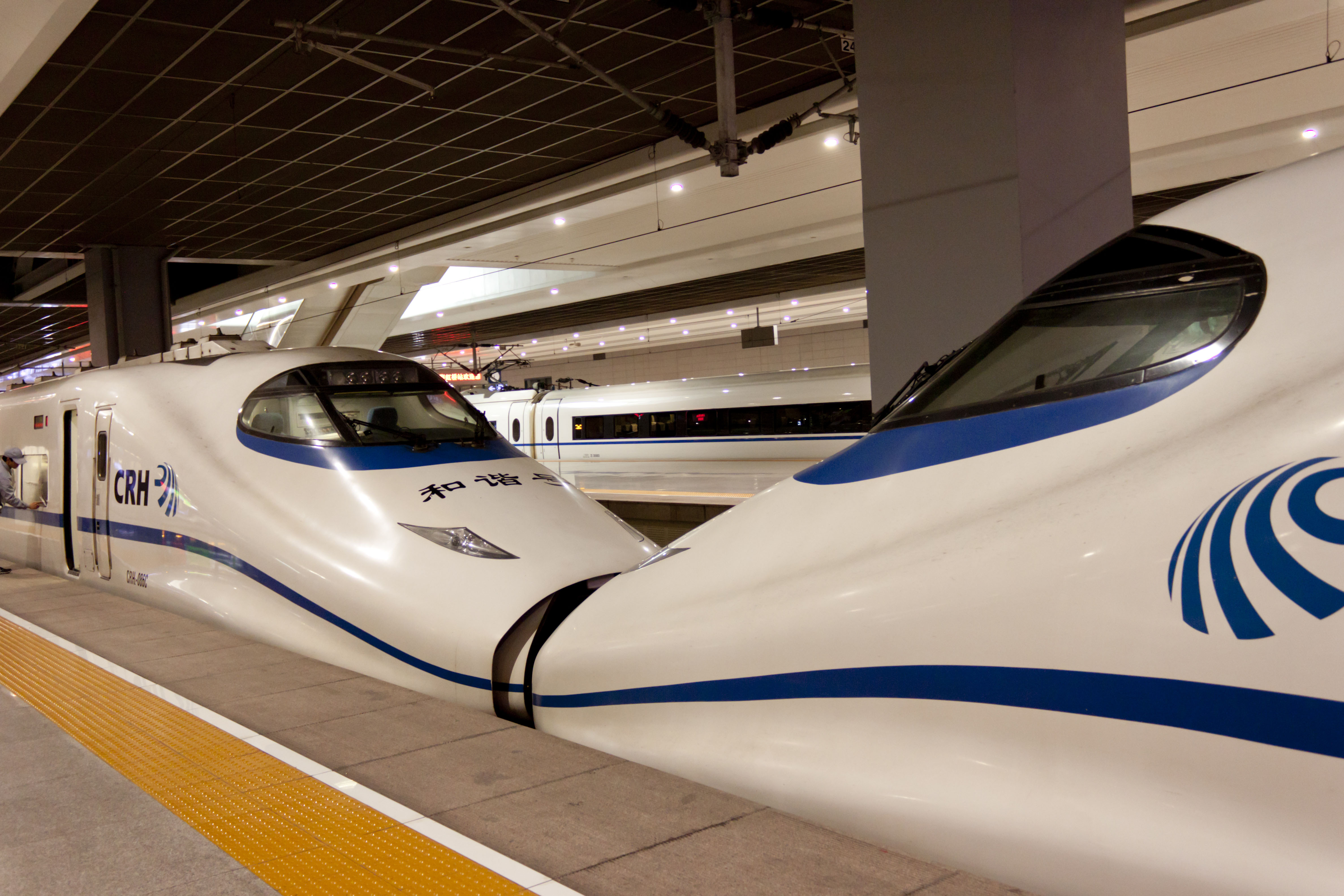
Chine Locomotives CRH2C à la gare de Shanghai Hongqiao
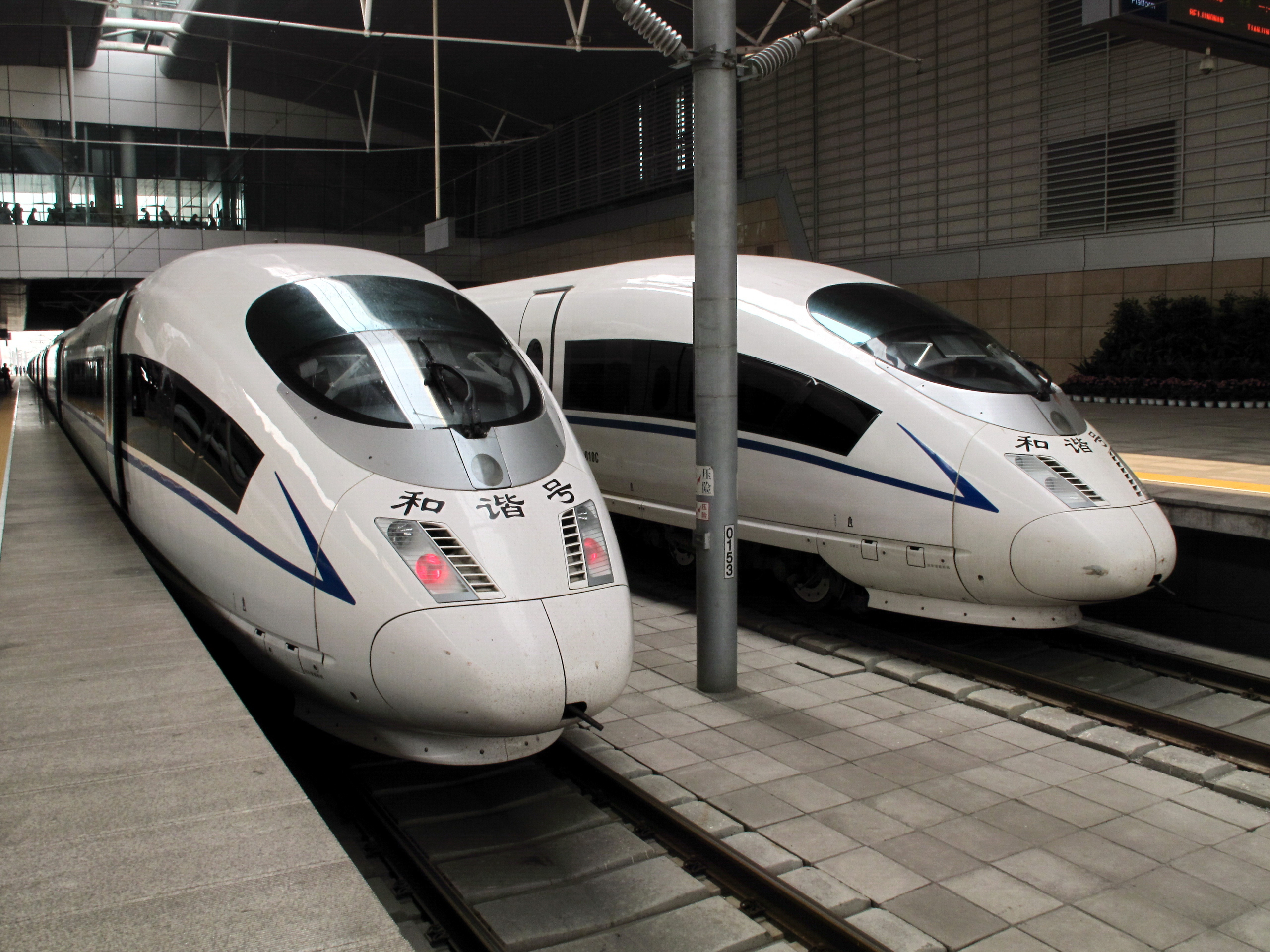
CRH3
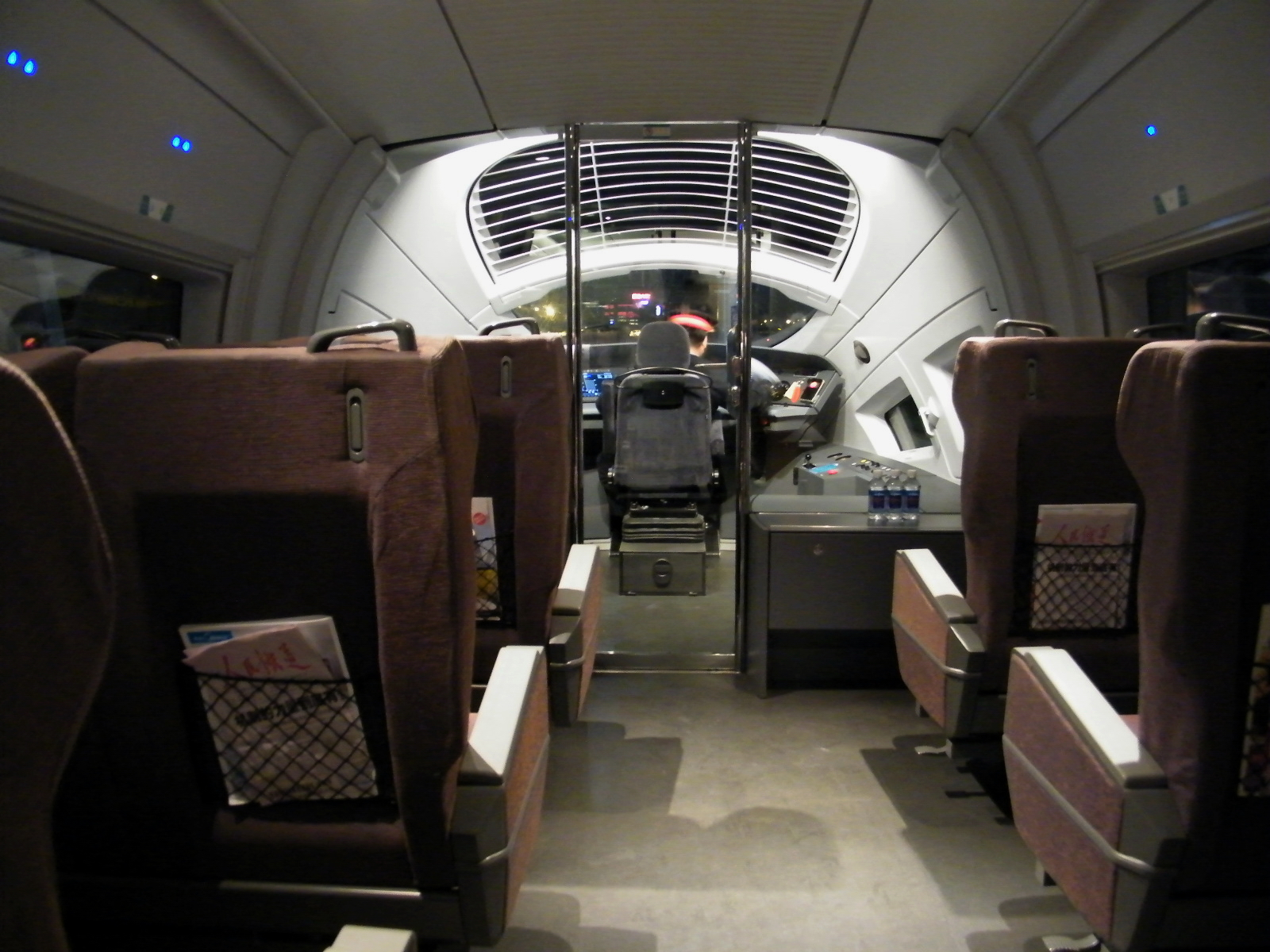
Cabine de première classe à l'intérieur du train interurbain CRH3 Pékin-Tianjin
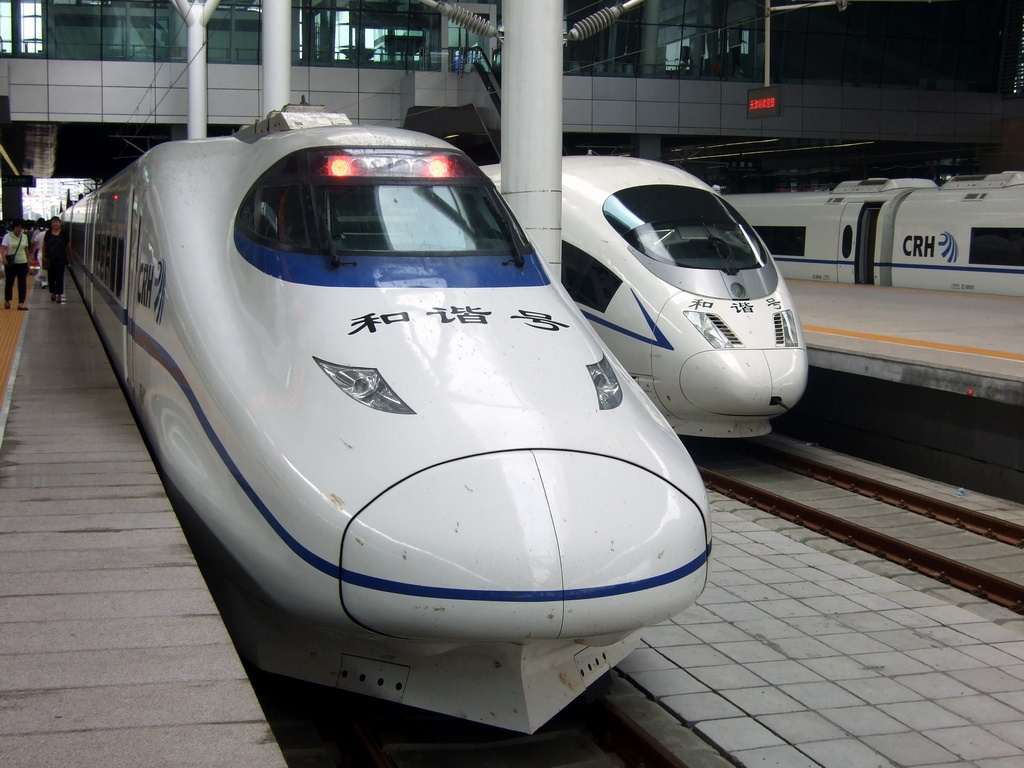
CRH2C et CRH3C à la gare de Tianjin
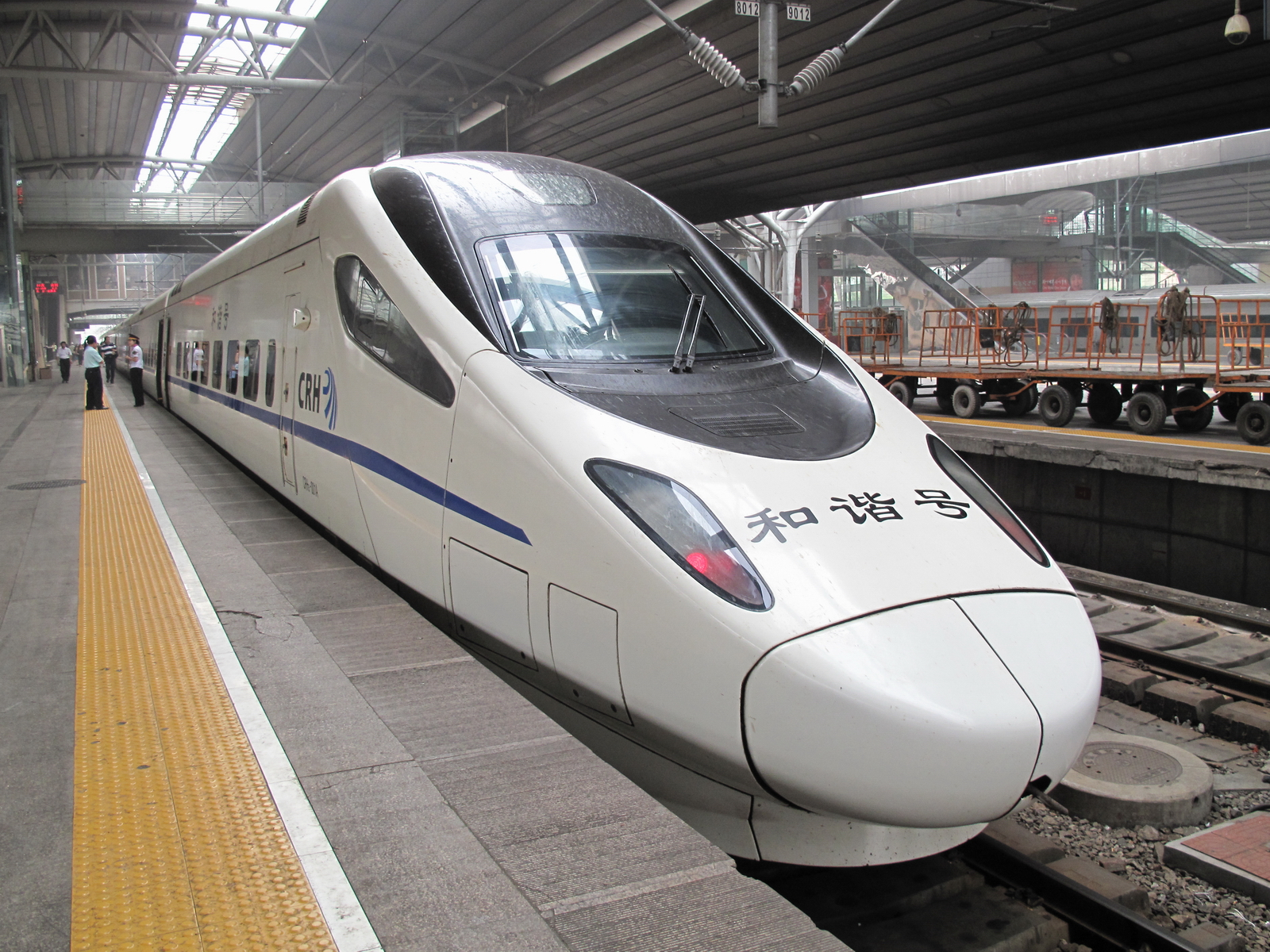
CRH5
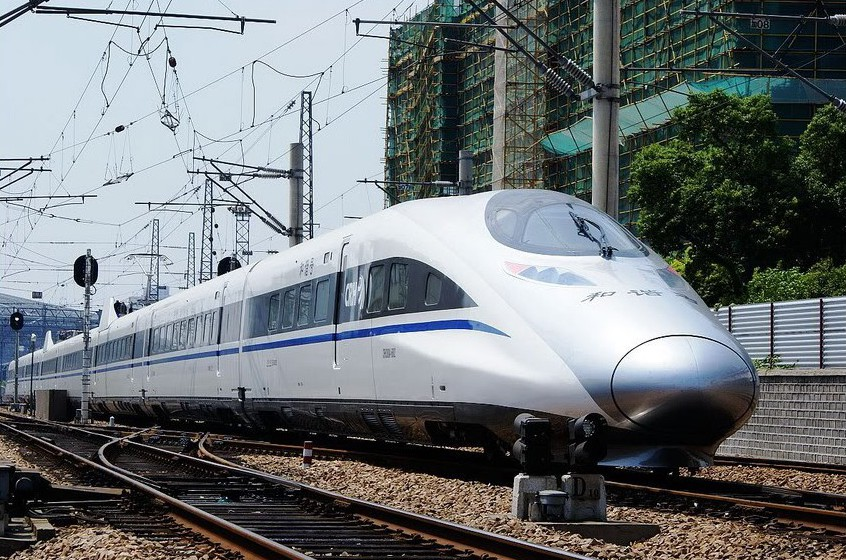
CRH380A
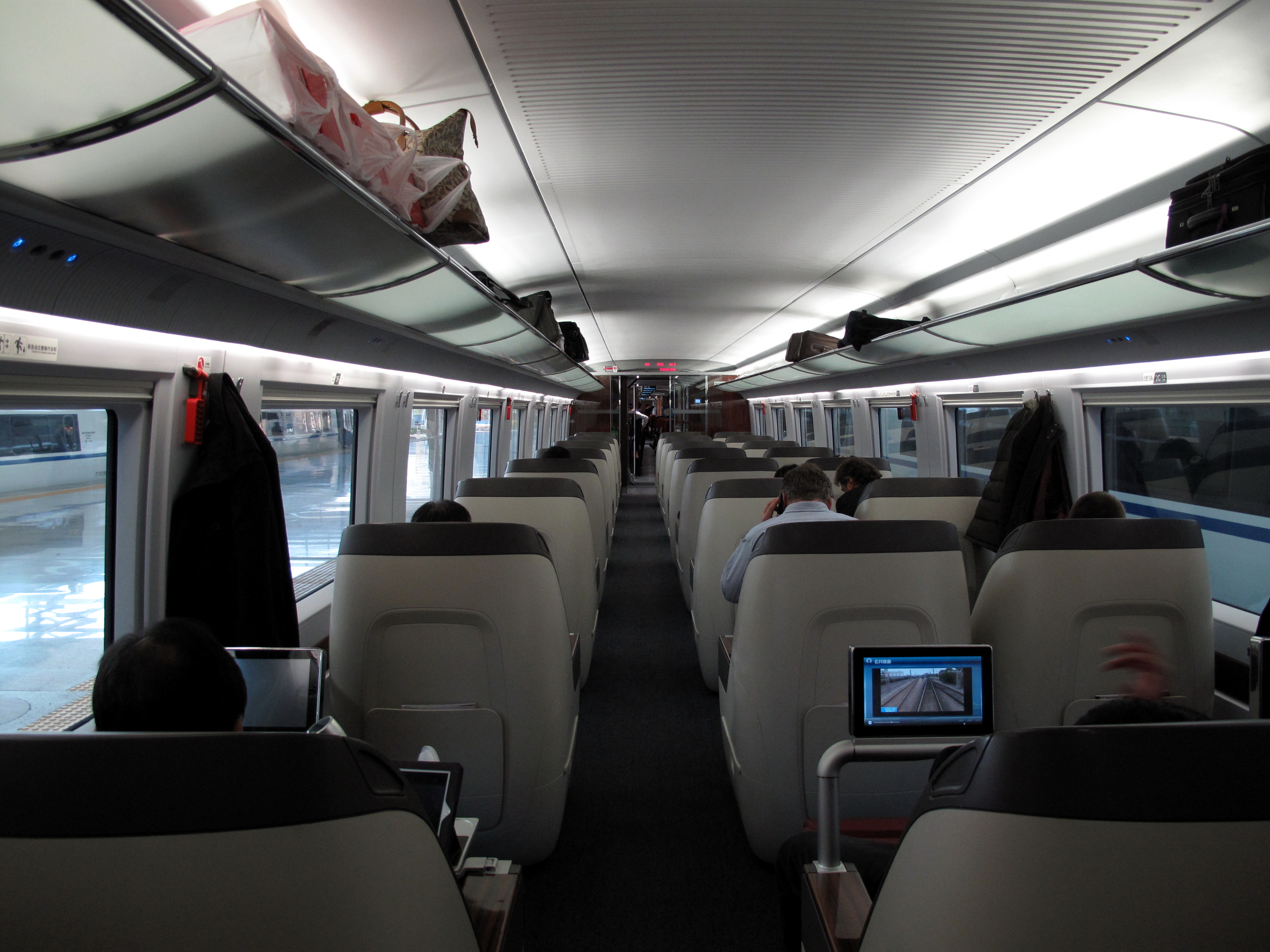
CRH380BL Coach d'affaires
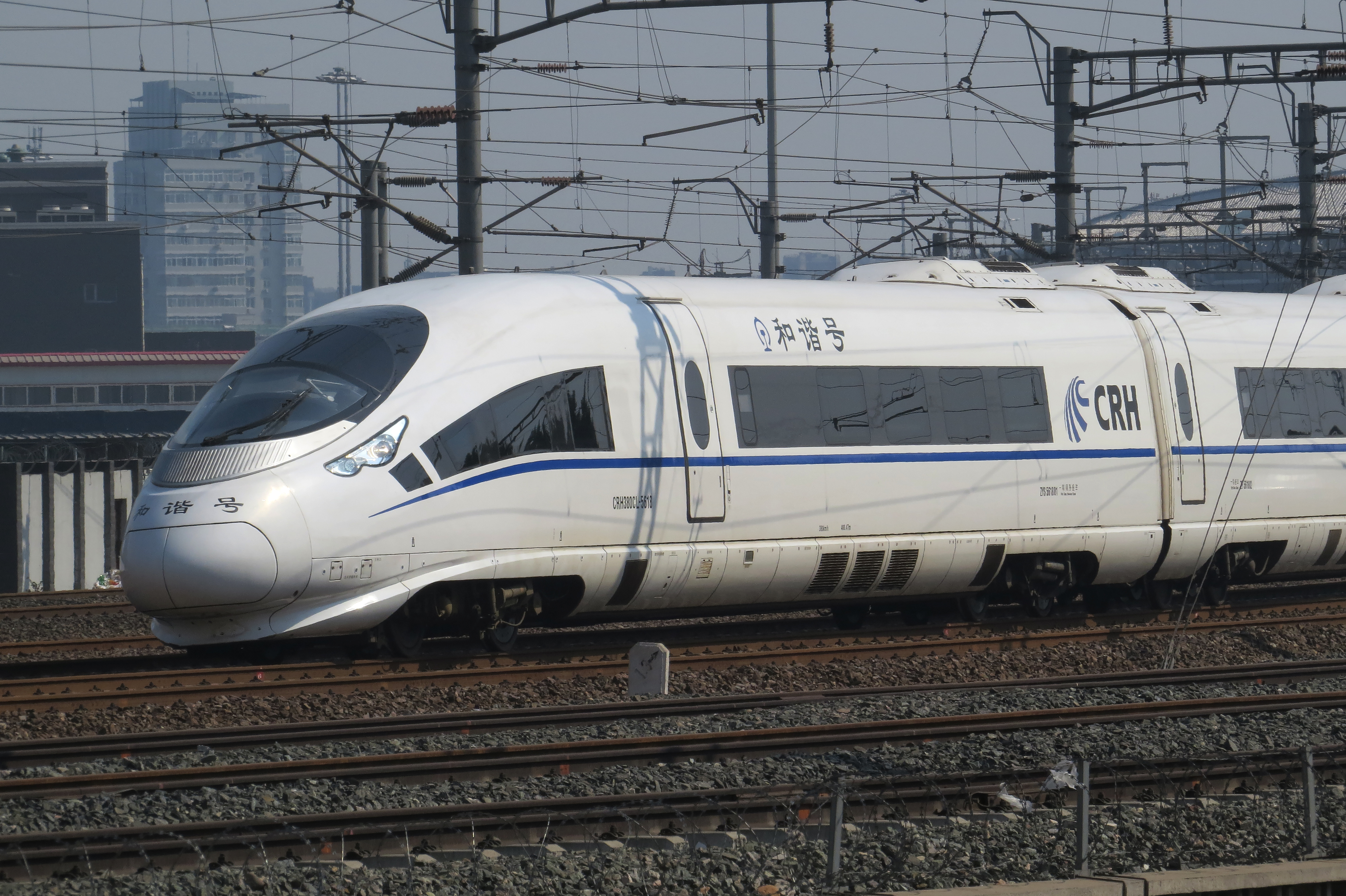
CRH380CL à la gare de Pékin Sud
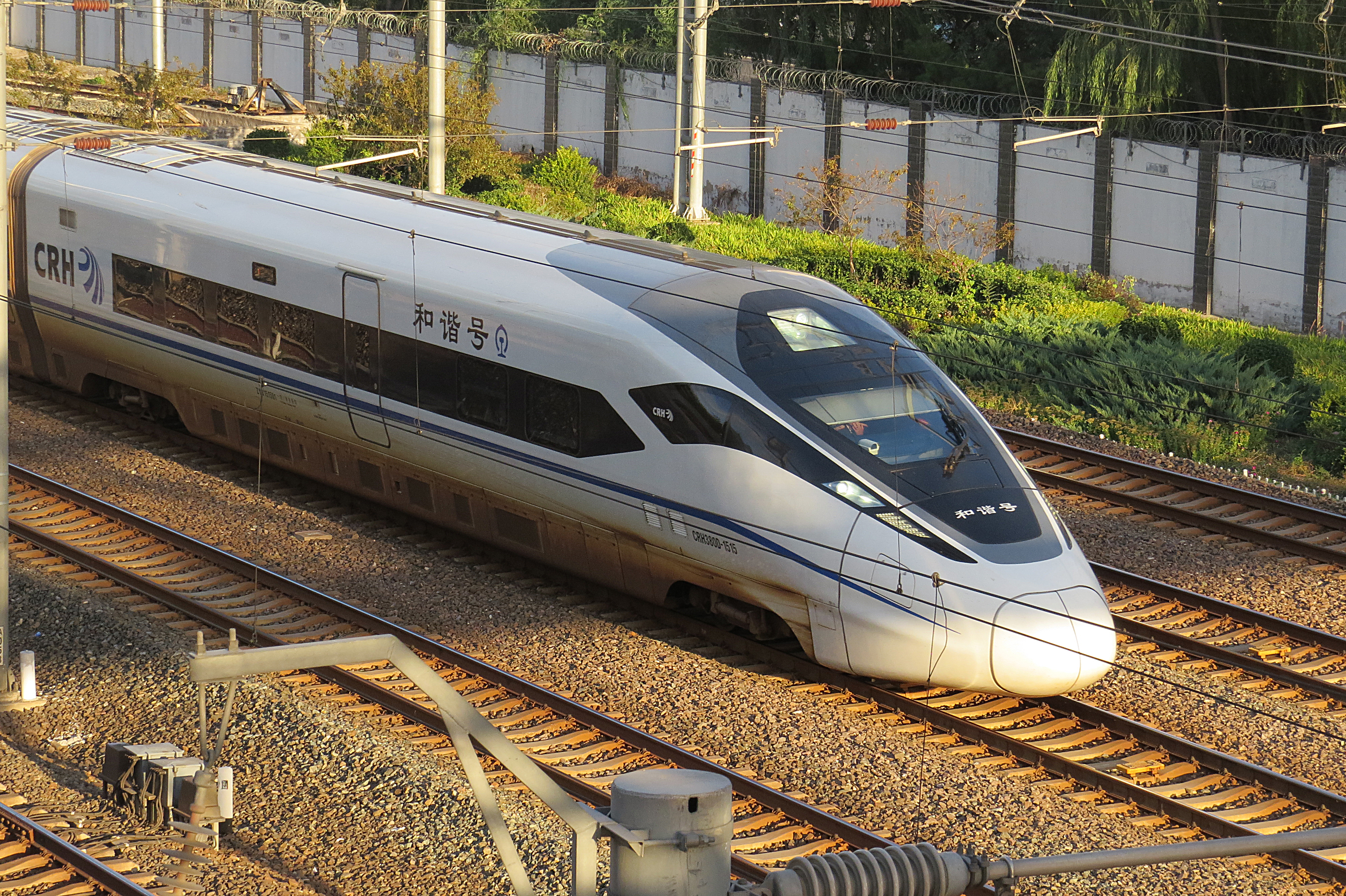
CRH380D à la gare de Beijing South

## Voir également
- Grande vitesse ferroviaire en Chine
- China Railway High-speed, service ferroviaire à grande vitesse chinois
- China Railway, société d'État chinoise qui exploite presque tous les trains Harmony.
- Fuxing, train nouvelle génération développée par la Chine avec des droits de propriété intellectuelle indépendants.